# Quarantäne (1989)
Quarantäne ist ein deutscher Fernsehfilm aus dem Jahr 1989 von Regisseur Nico Hofmann nach einem Originaldrehbuch von Fred Breinersdorfer.

## Handlung
Bei einem  Unfallpatienten (Ben Becker) entdeckt der Virologe Kron (Ulrich Matschoss) ein neues, mutiertes tödliches ansteckendes Virus. Um eine Epidemie zu vermeiden und nachdem er die Unterstützung des verantwortlichen Staatssekretärs Schummberger (Manfred Andrae) erlangte, will er den Patienten völlig isolieren. Richter Betz (Günther Maria Halmer) soll ihm dazu die Genehmigung erteilen, der jedoch zunächst eindeutige Beweise verlangt. Kron und Schummberger gehen in die Berufung vor das Landgericht, das die Zwangsisolierung des Patienten Null anordnet. Der Ansteckungsverdacht erhärtet sich tatsächlich und Betz lässt sich nun überzeugt, auch dazu überreden, weitere Absonderungen in ein geschaffenes Quarantäne-Lager anzuweisen. Als er über das Schicksal seiner Freundin, die junge Anwältin Gisa (Renan Demirkan) entscheiden muss, verlässt er die kalte Welt der „Gesunden“ und wechselt in die „kranke“, menschliche Welt, wo Liebe und Begegnungen noch möglich sind.

## Hintergrund
Der Film wurde im Auftrag des Südwestfunks für die ARD verfilmt und am 25. Oktober 1989 erstmals im Abendprogramm ausgestrahlt. Titel und Handlung beruhen auf einem Roman von Fred Breinersdorfer (Quarantäne, Breinersdorfer, Fred, Verlag Stuttgart Edition Weitbrecht, 1989, ISBN 3-522-70510-6)

## Auszeichnungen
Der Film wurde für den Prix Italia nominiert.

## Kritiken
Lexikon des Internationalen Films: Science-Fiction-Film, der - ohne AIDS beim Namen zu nennen - hysterische Auswüchse im gesellschaftlichen Umgang mit der Krankheit zu einem düsteren Szenario weiter entwickelt. Gut gemeint, aber allzu holzschnittartig und naiv.